# 朝倉駅 (愛知県)
朝倉駅（あさくらえき）は、愛知県知多市緑町にある名鉄常滑線の駅。駅番号はTA12。駅周辺に知多市の主要機関が集まる同市の代表駅であり、特急停車駅である。

## 歴史
- 1923年（大正12年）4月3日 - 愛知電気鉄道により開業[1]。
- 1935年（昭和10年）8月1日 - 名岐鉄道への合併により名古屋鉄道が発足したため、同社の駅となる。
- 1967年（昭和42年）2月16日 - 無人化[2]。
- 1975年（昭和50年）7月1日 - 駅員再配置[2]。
- 1982年（昭和57年）9月26日 - 高架化[3][4]。
- 1983年（昭和58年）6月23日 - 高架下商店街「ステーションプラザ」開業[5]。
- 1987年（昭和62年）5月 - 自動改札機設置[6]。
- 1997年（平成9年）8月25日 - バリアフリー化改良工事が竣工[7]。エレベーター・エスカレーターも設置された。
- 2005年（平成17年）
  - 1月15日 - トランパス対応化。
  - 1月29日 - 特急が一部列車のみ停車から全列車停車となる[8]。
- 2011年（平成23年）2月11日 - ICカード乗車券「manaca」供用開始。
- 2012年（平成24年）2月29日 - トランパス供用終了。
- 2021年（令和3年）7月20日 - 朝倉駅前ロータリー改良工事着手[9]。
- 2023年（令和5年）3月25日 - 朝倉駅前ロータリー完工[9]。
- 2024年（令和6年）12月21日 - 特殊勤務駅となる[10]。

## 駅構造
相対式ホーム2面2線を有する高架駅。ホーム有効長が6両分しかないため、8両編成では後ろ2両の扉は締め切りとなる。
特殊勤務駅で、駅員配置時間は7:30 - 12:00と13:00 - 19:30である。2024年（令和6年）12月20日までは終日駅員が配置されていた。改札口は1ヶ所。車椅子対応エレベーター、エスカレーターとも設置済み。車椅子利用で駅係員の介助が必要な場合は、前日の18時までに太田川駅へ連絡する。発車案内はLED式のものが2019年（令和元年）より設置されている。
| 番線 | 路線      | 方向 | 行先                         |
| ---- | --------- | ---- | ---------------------------- |
| 1    | TA 常滑線 | 下り | 中部国際空港方面             |
| 2    | TA 常滑線 | 上り | 太田川・金山・名鉄名古屋方面 |

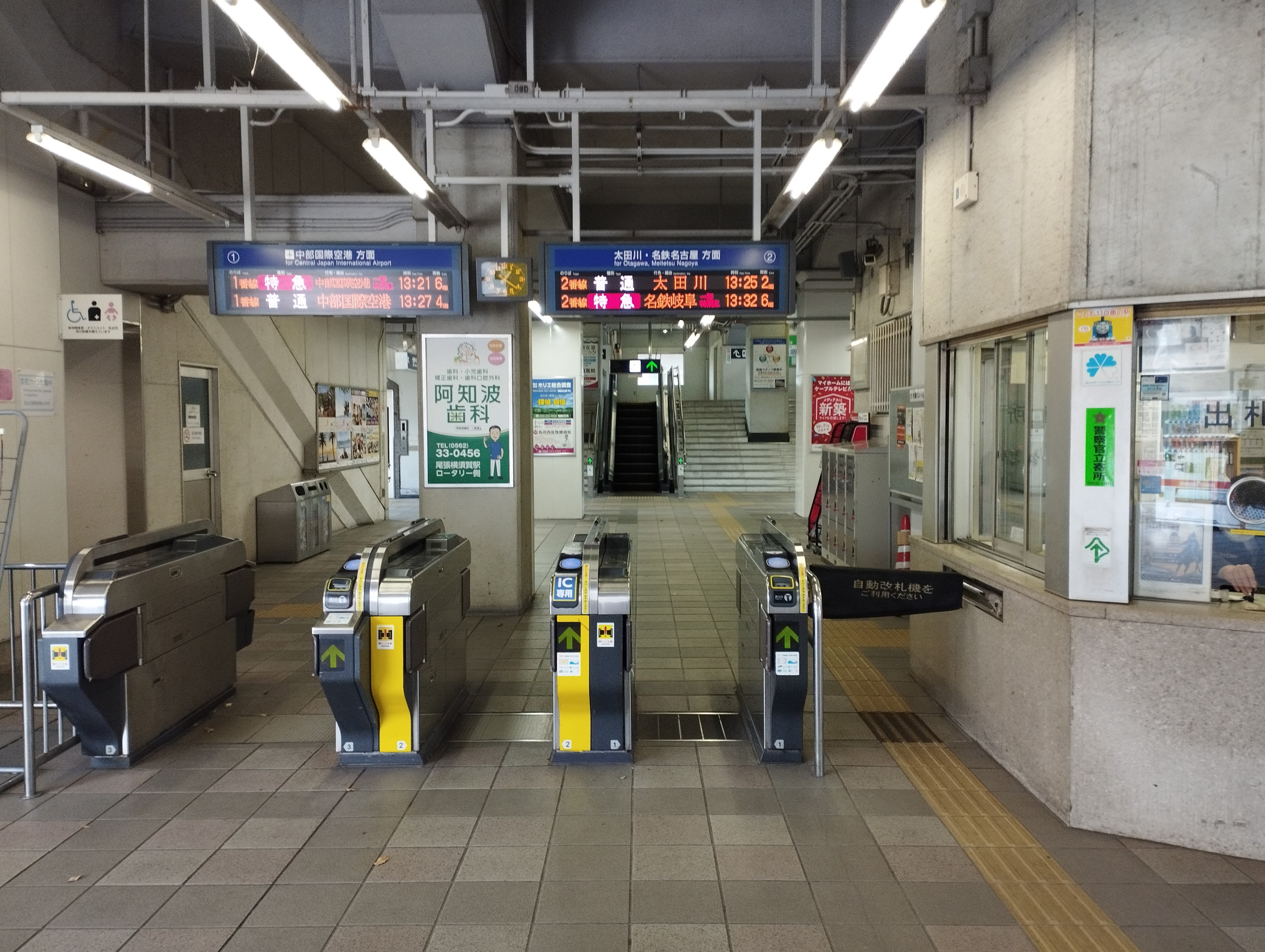
改札口
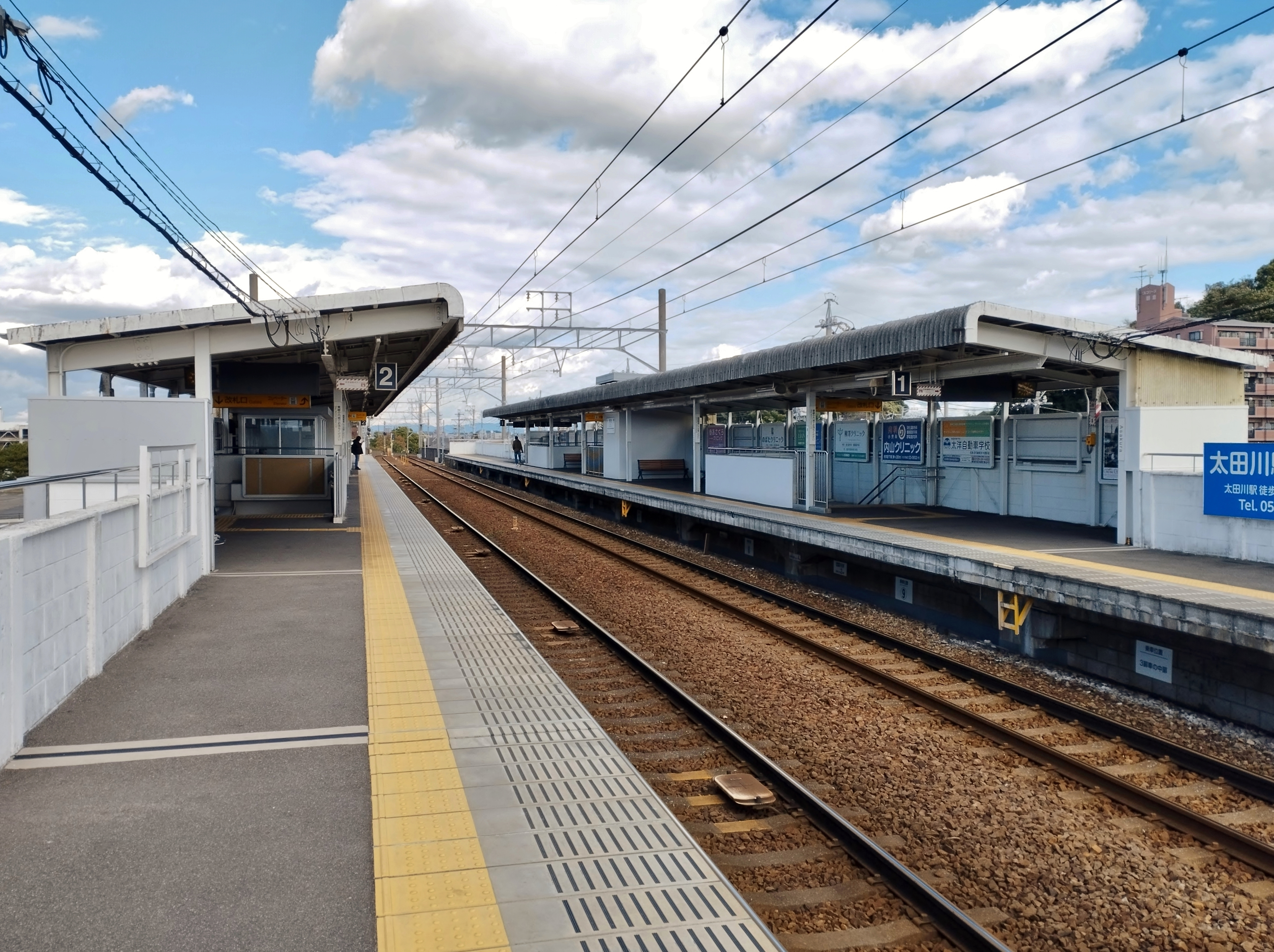
ホーム
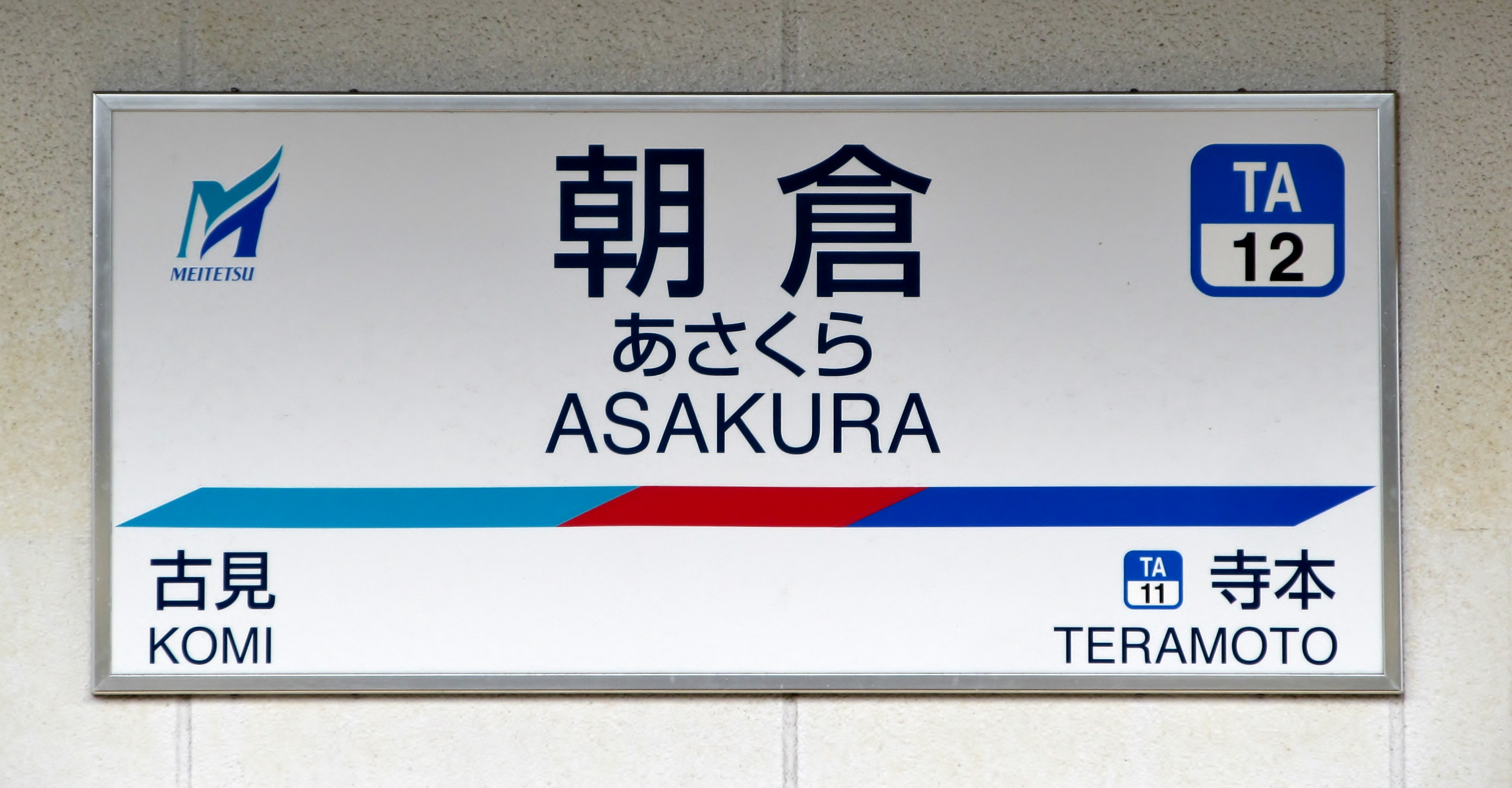
駅名標

### 配線図
| ← 太田川・ 名古屋方面 | 朝倉駅 構内配線略図 | → 常滑・ 中部国際空港方面 |
| 凡例 出典:            |                     |                           |

## 利用状況
- 『名鉄120年：近20年のあゆみ』によると2013（平成25）年度当時の1日平均乗降人員は7,698人であり、この値は名鉄全駅（275駅）中52位、常滑線・空港線・築港線（26駅）中7位であった[13]。
- 『名古屋鉄道百年史』によると1992（平成4）年度当時の1日平均乗降人員は9,136人であり、この値は岐阜市内線均一運賃区間内各駅（岐阜市内線・田神線・美濃町線 徹明町駅 - 琴塚駅間）を除く名鉄全駅（342駅）中48位、常滑線・築港線（24駅）中5位であった[14]。

「知多の統計」、「移動等円滑化取組報告書」によると、近年の1日平均乗降人員は下表のとおりである。 
| 年度               | 1日平均 乗降人員 |
| ------------------ | ---------------- |
| 2008年（平成20年） | 7,980            |
| 2009年（平成21年） | 7,704            |
| 2010年（平成22年） | 7,574            |
| 2011年（平成23年） | 7,663            |
| 2012年（平成24年） | 7,629            |
| 2013年（平成25年） | 7,698            |
| 2014年（平成26年） | 7,733            |
| 2015年（平成27年） | 7,926            |
| 2016年（平成28年） | 7,886            |
| 2017年（平成29年） | 7,537            |
| 2018年（平成30年） | 7,326            |
| 2019年（令和元年） | 7,171            |
| 2020年（令和02年） | 5,393            |

## 駅周辺
現在の線路はかつての海岸線にあたり、西側は埋立地で公共施設が多く立地し、東側は住宅地となっている。そこで知多市は中央新幹線の開業時期の2027年（令和9年）を目処で線路の状況に合わせた駅周辺の整備事業を実施する計画である。

### 主な施設
- 牟山神社 - 「朝倉の梯子獅子」で有名。
- 知多市役所
- 知多警察署
- 知多市立八幡中学校
- 知多市勤労文化会館
- 知多市保健センター・休日診療所
- 知多市立清掃センター
- 国道155号（西知多産業道路）朝倉I.C.

### バス路線
青木バス
- あおぞらライナー - 横浜YCAT、東京駅行き、大宮駅西口行き
- あおぞらライナー - 道の駅富士川、竜王駅北口、甲府駅北口、山中湖温泉行き
- あおぞらライナー - 富山駅北口、高岡駅南口、金沢駅西口行き

知多バス
- 朝倉団地線 - つつじが丘行き
- 佐布里線 - 佐布里行き
- 岡田線 - 東岡田行き（朝夕便は古見駅／昼便はイトーヨーカドー前を経由）

※ かつては知多半田駅行きも運行されていた。
知多市コミュニティ交通・あいあいバス
- 南部線 - つつじが丘、イトーヨーカドー前経由新舞子駅行き
- 北部循環線左回り - 寺本駅東、イトーヨーカドー前、巽ヶ丘駅西、八幡台中央　方面
- 北部循環線右回り - 寺本駅東、西知多総合病院、南加木屋駅西、八幡台中央　方面

西知多総合病院患者連絡バス

## 隣の駅
名古屋鉄道
TA 常滑線
□ミュースカイ（中部国際空港駅発9時以降の上り列車と全ての下り列車）
通過
□ミュースカイ（中部国際空港駅発9時以前の上り列車）・■特急・□快速急行
尾張横須賀駅 (TA10) - 朝倉駅 (TA12) - 新舞子駅 (TA16)
■急行・■準急・■普通
寺本駅 (TA11) - 朝倉駅 (TA12) - 古見駅 (TA13)